# 광주 상무 축구단 2010 시즌
광주 상무 축구단의 2010 시즌은 2010년 광주를 연로지로 하는 동안의 마지막 시즌이었다.

## 시즌 준비
기존의 최성국등과 2009년 입대한 김정우 등의 신규 자원들로 착실한 시즌 준비를 하였다.

## 같이 보기
- 상주 상무 피닉스